# Антоњина Петрова
Антоњина Васиљевна Петрова (рус. Антонина Васильевна Петрова; Стрешево, Петровградска губернија, 14. март 1915 — Лушки рејон, Лењинградска област, 4. новембар 1941), совјетска партизанка, учесница Великог отаџбинског рата и Херој Совјетског Савеза.

## Биографија
Антоњина Петрова је рођена 14. марта 1915. године у селу Стрешево у Лушком рејону Лењинградске области, у сељачкој породици. Као млада Млада девојка је дошла у Лугу, где је похађала стручни курс. Након тога је најпре радила у једном хотелу, а потом је била позвана да ради у комсомолском округу, у рачуноводственом сектору. На састанцима одбора она је водила записнике, али је имала репутацију озбиљне и одговорне особе.
Када је јуна 1941. године избио Велики отаџбински рат, пријавила се на похађање санитетског курса. Након завршеног курса пријавила се као добровољац у један батаљон, где је била болничарка. Овај батаљон је имао више од триста бораца и био је пребачен из леђа непријатељских снага, где је вршио саботаже. Једна од првих већих саботажа који је извршио овај батаљон било уништење немачке моторизоване колоне, која је напредовала ка Луги.
Августа 1941. године постала је члан Друге партизанске групе, коју су предводили браћа Иван и Станислав Поленко. У околини Луге тада је деловало осам партизанских одреда, који су постављали мине, рушили телефонске и телеграфске бандере и др. У року од три месеца, од августа до октобра 1941. године били су минирани локални путеви, четири пута је била оштећена железничка пруга и оборена четири авиона.
Партизанска група, којој је припадала Антонина извршила је успешан напад на село Ирон, где је у школској згради био смештен позадински део окупационих снага. Она је неколико пута била послата у извиђање, а октобра 1941. године је обавестила партизанску групу да су Немци сазнали да се партизани налазе на њиховој територији. Крајем октобра њена партизанска група је послата у близини села Мшинскаја, где су се налазиле окупаторске снаге. Неколико дана касније, 4. новембра 1941. године Немци су у близини села открили партизанску групу у којој се налазило 11 бораца. У огорченој борби партизани су се борили до последњег метка и сви су погинули, а међу њима и Антоњина Петрова.
Указом Президијума Врховног совјета СССР-а постхумно је 8. априла 1942. године проглашена за хероја Совјетског Савеза и аутоматски је одликована Орденом Лењина.